# Wroughtonia granulosa
Wroughtonia granulosa är en stekelart som beskrevs av Gupta och Sharma 1976. Wroughtonia granulosa ingår i släktet Wroughtonia och familjen bracksteklar. Inga underarter finns listade i Catalogue of Life.